# Ђовани Гвидети
Ђовани Гвидети (итал. Giovanni Guidetti) јесте италијански одбојкашки тренер. Тренутно је главни тренер женске репрезентације Канаде. На клупи је турског одбојкашког клуба Вакифбанк од 2008, а био је и тренер женске репрезентације Турске од 2017. до 2022, док је женску репрезентацију Србије предводио од 2023. до 2024. године.

## Каријера
Од 1995. до 1998. тренирао је италијански тим Волеј 2000 Спезано у његовом родном граду, Модени. Године 1997. тим је промовисан у Лигу серије А, а због успеха Гвидети је добио награду „Тренер године”. Између 1997. и 2000. био је помоћни тренер женске одбојкашке репрезентације Италије, са којом је учествовао на Светском првенству 1998. године у Јапану и на Олимпијским играма 2000. године у Сиднеју. Тренирао је амерички клуб УСПВ од 2000. до 2001, а након тога вратио се у Вићенцу волеј. Тренирао је други тим женске репрезентације Сједињених држава, а након тога и женску репрезентацију Бугарске.
Током сезоне 2003/04. био је тренер клуба Модена волеј, а након тога од 2004. до 2007. тренирао је клуб Кијери волеј, где је такође добио награду „Тренер године”, 2004. године. Са клубом Кијери волеј освојио је ЦЕВ куп, 2005. У априлу 2006. постао је први тренер репрезентације Немачке.
Године 2008. постао је тренер турског клуба Вакифбанк. Са Вакифбанком је 2013. године освојио ФИВБ Светско клупско првенство за жене.
У периоду од 2015. до 2016. био је тренер женске репрезентације Холандије, са којом је освојио сребрну медаљу на Европском првенству 2015, бронзану на Светском гран-прију 2016 и четврто место на Летњим олимпијским играма 2016. Напустио је репрезентацију Холандије крајем 2016. надајући се да ће живети за стално у Истанбулу, где је преузео место тренера женске репрезентације Турске.
Од 2023. је селектор женске одбојкашке репрезентације Србије.

## Лични живот
Дана 20. септембра 2013, оженио је турску одбојкашицу Бакар Токсој, која је играла за Вакифбанку и репрезентацију Турске и с њом је добио дете 2016.